# The Morning Chronicle
The Morning Chronicle fue un periódico británico creado por William Woodfall en 1769 y publicado hasta su cancelación en 1862. Se convirtió en un periódico de éxito después de haber sido adquirido por James Perry en 1789, que lo puso del lado de los Whigs y firmemente en contra de los Torys que en aquellos años controlaban el gobierno británico. 
Este periódico fue importante porque fue el que vio los inicios del ensayista William Hazlitt, como periodista político, y publicar los primeros trabajos de Charles Dickens, en la década de 1830. Asimismo, adquirió importancia social por publicar los artículos periodísticos de Henry Mayhew; artículos posteriormente publicados, en 1851, bajo el título de London Labour and the London Poor. En 1862 el periódico dejó de publicarse temporalmente. Tras un intento fallido de reanudar la publicación en 1864 y otro en 1865, dejó de publicarse definitivamente en dicho año. 
Hoy día existe un periódico digital con el nombre de esta publicación, pero sin relación con ella.
- Datos: Q2381797